# Эйсагуэрри Флорис, Мария
Мария Эйсагуэрри Флорис (исп. Maria Eizaguerri Floris; род. в 2004 году) — испанская шахматистка, мастер ФИДЕ (2021).

## Биография
Представляла Испанию на чемпионатах Европы по шахматам среди девушек в разных возрастных группах, где лучшего результата добилась в 2012 году в Праге, когда заняла 4-е место в возрастной группе до 8 лет.
Представляла сборную Испании на крупнейших командных шахматных турнирах:
- два раза участвовала во шахматных онлайн-олимпиадах ФИДЕ (2020-2021)[2][3];
- в командном чемпионате мира по шахматам участвовала в 2021 году[4];
- в командном чемпионате Европы по шахматам участвовала в 2021 году[5].

В ноябре 2021 года в Риге Мария Эйсагуэрри Флорис заняла 49-е место на турнире «Большая женская швейцарка ФИДЕ».

## Изменения рейтинга
| Графики недоступны из-за технических проблем. См. информацию на Фабрикаторе и на mediawiki.org. |